# Eemnesserweg 11 (Baarn)
Het pand Eemnesserweg 11 en 11a is een gemeentelijk monument in Baarn in de provincie Utrecht.
Het pand is rond 1890 gebouwd en hoort bij de oude bebouwing van Baarn. In die tijd was het een koetshuis. Boven de linkerdeur aan de wegzijde zit nog een levensboom. Het deel 13A is een later aangebouwd.
In 2012 zijn deze panden aan de Eemnesserweg geheel gerenoveerd.